# Пол Адіґа
Пол Адіґа (нар. 21 березня 1952) — угандійський хокеїст на траві.
Учасник Олімпійських Ігор 1972 року.